# インドシナ (映画)
『インドシナ』（Indochine）は、カトリーヌ・ドヌーヴ主演のフランスの映画。1930年代のフランス領インドシナを舞台としたドラマ。

## 概要
1930年代、フランスの植民地だったインドシナに独立運動が起こり始めた頃、インドシナを深く愛しつつも引き離されていくフランス人女性と、独立運動に身を投じたその養女の人生を描く。

## あらすじ
1930年代、インドシナは植民地としてフランスに支配されていた。インドシナ人は、一部の特権階級を除いて虐げられ、苦しい生活の中で共産主義による独立の機運が高まっていた。
インドシナ生まれのフランス人エリアーヌ（カトリーヌ・ドヌーヴ）は、アンナンの王族である友人夫妻を事故で失い、遺児のカミーユ（リン・ダン・ファン）を養女として、遺産である広大なゴム園の経営も引き受けた。
エリアーヌは成熟した魅力的な女性だが、実父の面倒を見るうちに婚期を逸し、独身のままゴム園の運営を続けていった。
養女のカミーユが美しい娘に成長した頃、エリアーヌは、年下のフランス海軍士官ジャン＝バティスト（ヴァンサン・ペレーズ）と恋に落ちる。しかし、共産主義者による発砲事件に巻き込まれたカミーユが、偶然ジャン＝バティストに助けられたことで、カミーユはジャン＝バティストに熱烈に恋をしてしまった。
カミーユのことでエリアーヌと口論になったジャン＝バティストは、人々の面前でエリアーヌを殴り、へき地のドラゴン島に左遷された。カミーユは、幼馴染のタン（エリック・グエン）との結婚を承諾するが、タンに全てを打ち明け、ジャン＝バティストを追って単身ドラゴン島に向かった。カミーユを逃がしたタンもまた特権階級の暮らしを捨てて、独立運動に参加する覚悟を決めていたのだ。
途中から徒歩の旅となったカミーユは、ようやくドラゴン島に辿り着くが、そこはフランス軍が統治する奴隷売買の拠点であった。フランス人将校を撃ち殺してしまったカミーユは、ジャン＝バティストと共にドラゴン島を脱出し、共産主義者の地下組織に匿われる身となった。
カミーユとジャン＝バティストの物語はインドシナ中の話題になり、カミーユは独立運動の『ジャンヌ・ダルク』と見なされるようになった。やがてカミーユは男の子を産んだが、父親であるジャン＝バティストは赤ん坊と共に警察に囚われた。赤ん坊はエリアーヌが引き取ったが、ジャン＝バティストは何者かによって暗殺された。
夫や息子とは別に逮捕されたカミーユは、5年後に釈放されたが、愛する我が子には会わぬまま独立運動に身を投じた。エリアーヌは、エティエンヌと名付けられたカミーユの息子を安全なフランスで育てるために、生まれ故郷であるインドシナを後にした。
時は流れ1954年。カミーユたちの努力でジュネーブ会談が開かれ、南北二つのベトナムの誕生によって独立戦争は終結した。だが、成長した息子のエティエンヌはエリアーヌの元に留まり、母に会おうとはしなかった。老いたエリアーヌにとって、彼女が愛した過去のインドシナは、もはやエティエンヌの中にしか残ってはいないのだった。

## キャスト
- カトリーヌ・ドヌーヴ：エリアーヌ・ドュブリー
- リン・ダン・ファン：カミーユ
- ヴァンサン・ペレーズ：ジャン＝バティスト
- ジャン・ヤンヌ：ガイ
- ドミニク・ブラン：イヴェット
- アンジェイ・セヴェリン

## 備考
- 作中に、ベトナムの世界遺産に登録されているハロン湾の風景が登場する。
- 多和田葉子の小説『旅をする裸の目』にて、物語の重要な要素の一つとして描かれている。

## 受賞歴
- 1992年 アカデミー外国語映画賞
- 1992年 ゴールデングローブ賞 外国語映画賞
- 1992年 セザール賞 主演女優賞（カトリーヌ・ドヌーヴ）、助演女優賞（ドミニク・ブラン）、撮影賞、音響賞、美術賞